# Llista d'episodis de Les tortugues ninja (2012)
Les tortugues ninja és una sèrie de televisió d'animació estatunidenca basada en els personatges epònims. Es va emetre a Nickelodeon als Estats Units del 28 de setembre de 2012 al 12 de novembre de 2017. Es va començar a emetre en català al canal SX3 l'11 d'abril de 2025.

## Visió general
| Temporada | Temporada | Episodis | Episodis | Dates d’emissió        | Dates d’emissió        |
| Temporada | Temporada | Episodis | Episodis | Primera emissió        | Última emissió         |
| --------- | --------- | -------- | -------- | ---------------------- | ---------------------- |
|           | 1         | 26       | 26       | 28 de setembre de 2012 | 8 d'agost de 2013      |
|           | 2         | 26       | 26       | 12 d'octubre de 2013   | 26 de setembre de 2014 |
|           | 3         | 26       | 26       | 3 d'octubre de 2014    | 27 de setembre de 2015 |
|           | 4         | 26       | 26       | 25 d'octubre de 2015   | 26 de febrer de 2017   |
|           | 5         | 20       | 20       | 19 de març de 2017     | 12 de novembre de 2017 |

## Episodis

### Temporada 1 (2012–2013)
Els episodis es van emetre amb els seus títols provisionals fora d'Amèrica del Nord.
| 1 | 1  | «L'ascens de les tortugues»            | Michael Chang                          | Joshua Sternin i J. R. Ventimilia | Adam Lucas, Ciro Nieli i Luke Weber                              | 28 de setembre de 2012 | 11 d'abril de 2025 |
| 2 | 2  | «L'ascens de les tortugues»            | Alan Wan                               | Joshua Sternin i J. R. Ventimilia | Christian Lignan i Byron Penaranda                               | 29 de setembre de 2012 | 11 d'abril de 2025 |
| Part 1: El mestre Splinter accepta que les tortugues surtin soles pel carrer per primera vegada a la vida. De seguida, però, totes quatre descobreixen que la vida fora del cau no és tan senzilla com semblava. Hi troben coses que els fan molta gràcia, però també una aventura molt perillosa que els farà veure que encara han d'aprendre a coordinar-se i a treballar en equip. Part 2: El primer dia que les quatre tortugues ninja surten soles per Nova York, veuen com segresten un home i la seva filla. Quan proven d'ajudar-los, la cosa no els hi surt bé i canvien d'estratègia. Les tortugues estan disposades a salvar la noia i el seu pare com sigui, i a descobrir la relació que hi ha entre aquest segrest i el seu passat.                                                                  |    |                                        |                                        |                                   |                                                                  |                        |                    |
| 3 | 3  | «El geni de les tortugues»             | Alan Wan                               | Jeremy Shipp                      | Byron Penaranda i Christian Lignan                               | 6 d'octubre de 2012    | 14 d'abril de 2025 |
| Un home veu les tortugues ninja lluitant contra els Kraang al terrat de casa seva i les grava amb el telèfon. Com que no es poden arriscar que l'home faci públic el vídeo, les tortugues han de mirar d'agafar-li el mòbil. Però quan, a més a més, l'home els insulta, el Raphael perd els estreps i posa en perill la missió. Per formar part de l'equip, hauria d'aprendre a controlar el mal geni que té. |    |                                        |                                        |                                   |                                                                  |                        |                    |
| 4 | 4  | «Amic nou, enemic vell»                | Juan Jose Meza-Leon                    | Joshua Hamilton                   | Chong Lee, Ciro Nieli, Luke Weber i Sheldon Vella                | 13 d'octubre de 2012   | 14 d'abril de 2025 |
| El Michelangelo vol demostrar que les tortugues poden ser amigues de les persones i, a través d'una xarxa social, fa amistat amb un home famós. Es tracta del Chris Bradford, un mestre de les arts marcials que té una cadena de dojos i fa exhibicions. De seguida es fan amics i tot sembla anar la mar de bé. |    |                                        |                                        |                                   |                                                                  |                        |                    |
| 5 | 5  | «Em sembla que es diu Baxter Stockman» | Michael Chang i Ciro Nieli             | Joshua Sternin i J. R. Ventimilia | Irineo Maramba, Ben Jones, Alan Wan, Jake Castorena i Luke Weber | 20 d'octubre de 2012   | 15 d'abril de 2025 |
| Els quatre germans ninja estan castigats una setmana sense sortir del cau. Però ells s'escapen per anar a patinar. Al carrer, troben el Baxter Stockman, un inventor boig que va amb una armadura, i proven de deixar-lo fora de combat, però la situació es complica. |    |                                        |                                        |                                   |                                                                  |                        |                    |
| 6 | 6  | «Metalhead»                            | Juan Jose Meza-Leon                    | Tom Alvarado                      | Chong Lee i Sheldon Vella                                        | 27 d'octubre de 2012   | 15 d'abril de 2025 |
| El Donatello està cansat d'haver de lluitar amb un bastó de fusta contra la tecnologia dels Kraang i s'inventa un robot teledirigit que es diu Metalhead i que pot enviar a lluitar en lloc seu. Però els seus germans també s'hauran d'acostumar a combatre amb aquesta màquina al costat. |    |                                        |                                        |                                   |                                                                  |                        |                    |
| 7 | 7  | «Cervell de mico»                      | Alan Wan                               | Russ Carney i Ron Corcillo        | Christian Lignan i Byron Penaranda                               | 3 de novembre de 2012  | 16 d'abril de 2025 |
| En Donatello i l'April investiguen la desaparició d'un científic, però acaben descobrint un complot relacionat amb un mico estrany que té poders. |    |                                        |                                        |                                   |                                                                  |                        |                    |
| 8 | 8  | «Mai diguis mai»                       | Michael Chang                          | Kenny Byerly                      | Adam Lucas i Luke Weber                                          | 10 de novembre de 2012 | 16 d'abril de 2025 |
| L'April convida les tortugues a sopar, però quan arriben al restaurant, hi troben uns delinqüents destrossant el local. Les tortugues ninja ajuden l'amo a fer-los fora, però el Leonardo decideix no escarmentar-los gaire. Més tard, quan vegi que són aliats del Xever, potser se n'haurà de penedir. |    |                                        |                                        |                                   |                                                                  |                        |                    |
| 9 | 9  | «El repte»                             | Juan Jose Meza-Leon                    | Joshua Sternin i J. R. Ventimilia | Chong Suk Lee, Ciro Nieli i Sheldon Vella                        | 17 de novembre de 2012 | 17 d'abril de 2025 |
| L'April rep un missatge del seu pare, que està empresonat, i juntament amb les tortugues se'n va a salvar-lo i a evitar que exploti una bomba de mutagen que han posat els Kraang. |    |                                        |                                        |                                   |                                                                  |                        |                    |
| 10 | 10 | «Pànic a les clavegueres»              | Alan Wan                               | Jeremy Shipp                      | Michael Fong i Rie Koga                                          | 24 de novembre de 2012 | 17 d'abril de 2025 |
| Entre la mutació del Bradford, que s'ha transformat en un adversari gairebé impossible de guanyar, i les amenaces de l'Shredder de destruir les tortugues i el seu mestre, el pànic s'escampa entre la família ninja. L'Splinter obliga els quatre germans a entrenar-se cada dia sense parar. Fins que l'April explica que s'ha assabentat d'un pla per contaminar les clavegueres amb un producte químic molt perillós. |    |                                        |                                        |                                   |                                                                  |                        |                    |
| 11 | 11 | «L'atac de les mousers!»               | Michael Chang                          | Kenny Byerly                      | Adam Lucas i Byron Penaranda                                     | 8 de desembre de 2012  | 19 d'abril de 2025 |
| Quan les amenaces simultànies dels Dracs Porpra i les mousers del Baxter Stockman obliguen les tortugues separar-se en dos grups, el Donnie i el Mikey hauran de demostrar que l'equip B que formen ells dos és tan valuós com l'equip A del Leo i el Raph. |    |                                        |                                        |                                   |                                                                  |                        |                    |
| 12 | 12 | «Ha sorgit a les profunditats»         | Juan Jose Meza-Leon                    | Russ Carney i Ron Corcillo        | Chong Suk Lee i Sheldon Vella                                    | 15 de desembre de 2012 | 19 d'abril de 2025 |
| El Michelangelo es fa amic d'un cocodril mutant que té un artefacte estrany de tecnologia Kraang, però les altres tortugues no saben si aquest cocodril és amic o enemic. |    |                                        |                                        |                                   |                                                                  |                        |                    |
| 13 | 13 | «Arriba una noia»                      | Alan Wan                               | Jeremy Shipp                      | Michael Fong i Rie Koga                                          | 1 de febrer de 2013    | 20 d'abril de 2025 |
| El Leonardo, cansat de ser el líder del grup i haver d'aguantar les crítiques del Raphael, li cedeix el lloc al seu germà perquè dirigeixi un dia la ronda nocturna i entengui la responsabilitat que comporta ser el líder. Ell, mentrestant, surt a passejar sol pel carrer i coneix una noia molt misteriosa, experta en arts marcials. |    |                                        |                                        |                                   |                                                                  |                        |                    |
| 14 | 14 | «Jo, monstre»                          | Michael Chang                          | Jase Ricci                        | Adam Lucas i Byron Penaranda                                     | 25 de gener de 2013    | 20 d'abril de 2025 |
| Un vell conegut de les tortugues es transforma en un nou enemic: el Rei de les Rates. Mitjançant el seu exèrcit de rates, intenta controlar tot Nova York, i posa en marxa el seu pla per acabar amb les tortugues: controlar també la ment del mestre Splinter. |    |                                        |                                        |                                   |                                                                  |                        |                    |
| 15 | 15 | «El pla alienígena»                    | Juan Jose Meza-Leon                    | Kenny Byerly                      | Chong Suk Lee i Sheldon Vella                                    | 8 de febrer de 2013    | 21 d'abril de 2025 |
| L'April ha de fer un treball a l'institut sobre l'ADN. Quan descobreix que aquest treball ha captat l'atenció dels Kraang, alerta les tortugues, que de seguida van a l'institut per evitar que li facin mal. Un cop allà, es posen a investigar per assegurar-se que els extraterrestres no planegen atacar ningú més. Però ràpidament veuran que no són els únics que han seguit la pista dels Kraang. |    |                                        |                                        |                                   |                                                                  |                        |                    |
| 16 | 16 | «El Polvoritzador»                     | Alan Wan                               | Russ Carney i Ron Corcillo        | Miki Brewster, Michael Fong i Rie Koga                           | 15 de febrer de 2013   | 23 d'abril de 2025 |
| Mentre els Kraang continuen buscant la bateria, el Donatello la fa servir per crear el seu nou vehicle: la Tortugoneta. A la ronda nocturna, les tortugues coneixen un fan seu: un jove que es fa dir el Polvoritzador i que lluita disfressat contra el crim per arribar a ser un heroi. El Donatello intenta entrenar-lo per lluitar contra els dolents, però ser un heroi no és tan fàcil com sembla. |    |                                        |                                        |                                   |                                                                  |                        |                    |
| 17 | 17 | «La TCRI»                              | Michael Chang                          | Joshua Sternin i J. R. Ventimilia | Adam Lucas, Byron Penaranda i Sean Song                          | 1 de març de 2013      | 24 d'abril de 2025 |
| Les tortugues fallen quan intenten recuperar la bateria dels Kraang, així que visiten en Leatherhead per provar d'endevinar on pot estar amagada. Després de pensar molt, el Donatello descobreix que està amagada a la central de la TCRI, que és un lloc ben hostil, on les tortugues descobreixen les intencions dels Kraang i decideixen parar la invasió extraterrestre d'una vegada. |    |                                        |                                        |                                   |                                                                  |                        |                    |
| 18 | 18 | «L'escarabat Terminator»               | Juan Jose Meza-Leon                    | Jeremy Shipp                      | Chong Suk Lee i Sheldon Vella                                    | 15 de març de 2013     | 24 d'abril de 2025 |
| El Donatello, que no para de fer invents amb el que troba a les clavegueres, ha trobat la manera d'espiar els Kraang i descobrir la pròxima fase del seu pla per dominar la Terra. La intenció dels ninges és parar-los els peus de seguida, però troben un obstacle que no s'esperaven: l'atac furibund d'un escarabat gegant indestructible. |    |                                        |                                        |                                   |                                                                  |                        |                    |
| 19 | 19 | «La jugada del Baxter»                 | Alan Wan                               | Jase Ricci                        | Michael Fong i Rie Koga                                          | 5 d'abril de 2013      | 25 d'abril de 2025 |
| Cansat que el Capdepeix i el Dogpound l'humiliïn constantment i que les tortugues sempre li aixafin els plans, el Baxter Stockman prepara la seva venjança definitiva. El Baxter els atrapa a tots junts i els fica en una trampa mortal, on hauran de cooperar amb els seus enemics si en volen sortir d'una peça. |    |                                        |                                        |                                   |                                                                  |                        |                    |
| 20 | 20 | «L'enemic del meu enemic»              | Michael Chang                          | Kenny Byerly                      | Adam Lucas i Sean Song                                           | 12 d'abril de 2013     | 25 d'abril de 2025 |
| La Karai sorprèn les tortugues lluitant contra la nau dels Kraang i decideix oferir-los de col·laborar amb ells per combatre la invasió alienígena plegats. Però la seva proposta fa dubtar els germans, perquè no és el primer cop que els enganya i saben que és fidel al bàndol del Clan del Peu. Seran capaços de deixar les seves diferències de banda per evitar la destrucció de la Terra? |    |                                        |                                        |                                   |                                                                  |                        |                    |
| 21 | 21 | «La venjança de la Karai»              | Juan Jose Meza-Leon i Sebastian Montes | Russ Carney i Ron Corcillo        | Chong Suk Lee i Sheldon Vella                                    | 27 d'abril de 2013     | 28 d'abril de 2025 |
| Després de la lluita, l'Shredder atrapa un dels Kraang i aprofita per interrogar-lo i descobrir per què lluiten contra les tortugues. Un cop ho descobreix, el Clan del Peu es posa en marxa per capturar l'April, que es veu obligada a defensar-se en un combat contra la Karai. |    |                                        |                                        |                                   |                                                                  |                        |                    |
| 22 | 22 | «El retorn del Polvoritzador»          | Alan Wan                               | Jeremy Shipp                      | Michael Fong i Rie Koga                                          | 11 de maig de 2013     | 28 d'abril de 2025 |
| Després d'una altra derrota davant les tortugues, l'Shredder es proposa crear un exèrcit de mutants terrible. Quan les tortugues s'assabenten del pla, no tenen altre remei que confiar en l'ajuda d'un antic fan, el Polvoritzador. |    |                                        |                                        |                                   |                                                                  |                        |                    |
| 23 | 23 | «Parasitica»                           | Michael Chang                          | Pete Goldfinger                   | Adam Lucas i Sean Song                                           | 20 de juliol de 2013   | 29 d'abril de 2025 |
| Els Kraang continuen experimentant amb els animals i el mutagen, però aquesta vegada s'han inventat una mutació nova. D'altra banda, una vespa gegant que té la missió de reproduir-se a la Terra ja controla el Leonardo, el Raphael i el Donatello. Al Michelangelo encara no el domina, però no sembla que sigui el membre de l'equip més preparat per salvar els seus germans d'aquesta situació. |    |                                        |                                        |                                   |                                                                  |                        |                    |
| 24 | 24 | «Operació Fugida»                      | Michael Chang                          | Jase Ricci                        | Adam Lucas i Sean Song                                           | 27 de juliol de 2013   | 29 d'abril de 2025 |
| Un combat d'entrenament entre el Donatello i el Raphael acaba amb victòria de la tortuga vermella. De sobte, l'April rep una transmissió oculta del seu pare que li indica on està presoner. El Donatello, que se sent humiliat i vol impressionar l'April, s'infiltra tot sol en un centre de reclusió secret dels Kraang per rescatar el Kirby O'Neil. Però aviat s'adona que el rescat no serà fàcil. |    |                                        |                                        |                                   |                                                                  |                        |                    |
| 25 | 25 | «L'hora de la veritat»                 | Juan Jose Meza-Leon i Sebastian Montes | Joshua Sternin i J. R. Ventimilia | Chong Suk Lee i Sheldon Vella                                    | 8 d'agost de 2013      | 30 d'abril de 2025 |
| 26 | 26 | «L'hora de la veritat»                 | Alan Wan                               | Joshua Sternin i J. R. Ventimilia | Michael Fong i Rie Koga                                          | 8 d'agost de 2013      | 30 d'abril de 2025 |
| Part 1: Les tortugues descobreixen que els Kraang estan a punt de començar la fase final de la invasió de la Terra. Només esperen una nau que ve d'una altra dimensió i que serà decisiva per dominar-ho tot. Però el Donatello ha preparat una arma especial per tancar el portal dels alienígenes i evitar que la nau aterri. Mentrestant, l'April cau en una trampa i l'Splinter rep una invitació inesperada. Part 2: Com que les tortugues no han pogut tancar el portal a temps, la nau dels Kraang arriba a la Terra i comença a segrestar persones. L'April també ha caigut a les mans dels alienígenes, i les tortugues decideixen entrar a la nau Kraang per alliberar-la i frenar la invasió. Paral·lelament, l'Splinter s'enfronta cara a cara amb l'Shredder i descobreix un secret molt ben guardat. |    |                                        |                                        |                                   |                                                                  |                        |                    |

### Temporada 2 (2013–2014)
| 27 | 1  | «La qüestió de la mutació»                 | Sebastian Montes i Ciro Nieli | Brandon Auman                | Miki Brewster, Chong Suk Lee i Sheldon Vella                                 | 12 d'octubre de 2013   | 9 de maig de 2025  |
| L'Shredder s'alia amb els Kraang per rebre un carregament de mutagen, cosa que complica la vida a les tortugues, que fins i tot veuen perillar la seva amistat amb l'April. |    |                                            |                               |                              |                                                                              |                        |                    |
| 28 | 2  | «Segueix el líder»                         | Alan Wan                      | Eugene Son                   | Kristafer Anka, Michael Fong i Rie Koga                                      | 2 de novembre de 2013  | 9 de maig de 2025  |
| Quan les tortugues s'enfronten a la nova amenaça de l'Shredder, uns soldats robòtics del clan del Peu, la Karai captura el Leonardo i l'obliga a lluitar contra aquests ninges millorats que es poden adaptar a qualsevol dels seus moviments. |    |                                            |                               |                              |                                                                              |                        |                    |
| 29 | 3  | «La invasió dels esquironoides»            | Michael Chang                 | Todd Garfield                | Sung Jin Ahn, Adam Lucas i Ed Tadem                                          | 19 d'octubre de 2013   | 11 de maig de 2025 |
| Les tortugues, mentre busquen les càpsules de mutagen, troben un esquirol mutant i el duen al seu cau. Quan es comença a multiplicar, les tortugues hauran de trobar tots els esquirols mutants i evitar que s'escapin cap a la ciutat. |    |                                            |                               |                              |                                                                              |                        |                    |
| 30 | 4  | «L'home mutagen desfermat»                 | Sebastian Montes              | Kevin Burke i Chris Wyatt    | Miki Brewster, Chong Suk Lee i Sheldon Vella                                 | 9 de novembre de 2013  | 11 de maig de 2025 |
| El Donatello no para d'experimentar amb el mutagen, gairebé obsessivament, per mirar de trobar un retromutagen que pugui curar el pare de l'April i fer que la noia torni a ser amiga seva. El problema és que no acaba de controlar tot el que passa al seu laboratori. Un dia, un dels seus experiments s'escapa del cau de les tortugues i corre desenfrenat pels carrers de la ciutat, buscant l'April O'Neil. |    |                                            |                               |                              |                                                                              |                        |                    |
| 31 | 5  | «El Mikey té acné»                         | Alan Wan                      | Thomas Krajewski             | Kristafer Anka, Michael Fong i Rie Koga                                      | 16 de novembre de 2013 | 13 de maig de 2025 |
| El Michelangelo està cansat de ser el més ruc dels quatre germans, però quan fa servir el mutagen sense pensar-s'ho gaire, agafa una infecció perillosa que comença a mutar sense control. |    |                                            |                               |                              |                                                                              |                        |                    |
| 32 | 6  | «Objectiu: April O'Neil»                   | Michael Chang                 | Nicole Dubuc                 | Adam Lucas, Samuel Montes i Ed Tadem                                         | 23 de novembre de 2013 | 13 de maig de 2025 |
| L'April està cansada dels alienígenes, dels robots i de les criatures mutants. Vol fer una vida d'adolescent normal i mira de concentrar-se en els deures de l'institut, conèixer gent nova i no pensar en les tortugues. Però la Karai la converteix en l'objecte de la seva ràbia i la va a buscar amb una arma nova. Per sort, les seves amigues tortugues no l'han deixat de banda. |    |                                            |                               |                              |                                                                              |                        |                    |
| 33 | 7  | «Estomaca i destrueix»                     | Sebastian Montes              | Gavin Hignight               | Miki Brewster, Chong Suk Lee i Sheldon Vella                                 | 30 de novembre de 2013 | 14 de maig de 2025 |
| Les tortugues s'hauran d'enfrontar a una nova amenaça: un altre mutant que es fa dir Slash i que sembla que té el propòsit de venjar-se dels quatre germans. |    |                                            |                               |                              |                                                                              |                        |                    |
| 34 | 8  | «La conspiració Kraang»                    | Alan Wan                      | Brandon Auman                | Kristafer Anka, Michael Fong i Rie Koga                                      | 9 de febrer de 2014    | 14 de maig de 2025 |
| L'April està cansada que les tortugues no la deixin entrar en acció en les seves missions. Per això decideix seguir-les en una incursió que han de fer a la TCRI amb l'objectiu d'esborrar tota la informació que tenen els Kraang sobre l'ADN d'ella mateixa. Però, dins la central dels alienígenes, les tortugues descobreixen un secret molt inquietant sobre el passat... i el present de l'April. |    |                                            |                               |                              |                                                                              |                        |                    |
| 35 | 9  | «El bo, el dolent i el Casey Jones»        | Michael Chang                 | Johnny Hartmann              | Adam Lucas, Samuel Montes i Ed Tadem                                         | 2 de febrer de 2014    | 15 de maig de 2025 |
| Després de trobar-se amb mutants i ninges, el Casey Jones decideix enfrontar-se tot sol a la maldat. Quan troba el Raphael, els dos lluitadors irascibles hauran de col·laborar per vèncer un enemic comú. |    |                                            |                               |                              |                                                                              |                        |                    |
| 36 | 10 | «El fong gegantí»                          | Sebastian Montes              | Mark Henry                   | Miki Brewster, Chong Suk Lee i Sheldon Vella                                 | 16 de febrer de 2014   | 15 de maig de 2025 |
| Un fong mutant s'ha escampat per les clavegueres de Nova York i ja ha començat a fer estralls. El contacte amb les seves espores fa que cada persona experimenti com si fos real el que més por li fa del món. L'April, el Casey i les tortugues cauen víctimes d'aquest efecte tan devastador. I el Leonardo també veu com el seu malson habitual està a punt de fer-se realitat. |    |                                            |                               |                              |                                                                              |                        |                    |
| 37 | 11 | «El Metalhead recablejat»                  | Alan Wan                      | Peter Di Cicco               | Michael Fong, Rie Koga i LeSean Thomas                                       | 23 de febrer de 2014   | 16 de maig de 2025 |
| Quan el Donnie millora la intel·ligència artificial del Metalhead, les tortugues hauran de decidir si poden confiar en aquest ésser amb emocions... o si ha creat un nou enemic. |    |                                            |                               |                              |                                                                              |                        |                    |
| 38 | 12 | «De rates i homes»                         | Sebastian Montes              | Todd Garfield                | Miki Brewster, Chong Suk Lee i Sheldon Vella                                 | 2 de març de 2014      | 16 de maig de 2025 |
| El Rei de les Rates torna a irrompre en la vida de l'Splinter i de les tortugues. El seu pla és governar el món gràcies al secret que ha descobert entrant a la ment del mestre ninja. Per això, aquesta vegada, si l'Splinter el vol derrotar per sempre, haurà de superar el seu sentiment de culpa i la por que el domini i l'obligui a fer mal als seus fills. |    |                                            |                               |                              |                                                                              |                        |                    |
| 39 | 13 | «L'atac de la larva»                       | Michael Chang i Alan Wan      | Brandon Auman i John Shirley | Adam Lucas, Samuel Montes, Ed Tadem, Michael Fong, Michah Gunnell i Rie Koga | 14 de març de 2014     | 19 de maig de 2025 |
| 40 | 14 | «L'atac de la larva»                       | Michael Chang i Alan Wan      | Brandon Auman i John Shirley | Adam Lucas, Samuel Montes, Ed Tadem, Michael Fong, Michah Gunnell i Rie Koga | 14 de març de 2014     | 19 de maig de 2025 |
| Part 1: Davant l'amenaça del nou assassí que ha contractat l'Shredder, el Leo haurà de decidir entre arriscar la vida dels seus germans o demanar ajuda al mestre Splinter. Mentrestant, l'April, el Casey i el Donnie descobreixen l'origen d'uns terratrèmols estranys. Aquesta vegada, però, si el Donnie vol salvar la Terra, haurà de deixar de banda la rivalitat amb el Casey. Part 2: La Karai no vol fer-li cas al Leo quan li parla del seu pare, però tampoc li agrada que l'Shredder mati el seu pitjor enemic sense donar-li l'oportunitat de defensar-se. Per sort, les tortugues no abandonen mai la família. Als túnels vells del metro, el Donnie, l'April i el Casey descobreixen com es fabrica el mutagen i lluiten per evitar la destrucció de la Terra. |    |                                            |                               |                              |                                                                              |                        |                    |
| 41 | 15 | «Mutants i Masmorres»                      | Michael Chang                 | Eugene Son                   | Adam Lucas, Samuel Montes i Ed Tadem                                         | 27 d'abril de 2014     | 20 de maig de 2025 |
| Les tortugues aprofiten per agafar-se un dia lliure i miren de relaxar-se jugant a un joc de rol. S'ho passen tan bé, que el Leonardo prepara una partida de rol en viu per gaudir-ne encara més, però quan el joc es torna real, les tortugues han d'aprendre a diferenciar entre realitat i ficció. |    |                                            |                               |                              |                                                                              |                        |                    |
| 42 | 16 | «La mutació solitària del Baxter Stockman» | Sebastian Montes              | Brandon Auman                | Miki Brewster, Chong Suk Lee i Sheldon Vella                                 | 4 de maig de 2014      | 20 de maig de 2025 |
| Sembla que el Donatello ha trobat la fórmula del retromutagen per reconvertir en humà el pare de l'April. Al bàndol del Clan del Peu, però, també n'hi ha que volen recuperar la forma humana original. Justament, l'Shredder ha castigat el Baxter Stockman i l'ha convertit en un mutant d'aspecte poc agradable, així que ell faria el que fos per revertir la mutació. |    |                                            |                               |                              |                                                                              |                        |                    |
| 43 | 17 | «Neutralitzat!»                            | Alan Wan                      | Gavin Hignight               | Michael Fong, Michah Gunnell i Rie Koga                                      | 11 de maig de 2014     | 21 de maig de 2025 |
| Després d'una missió complicada, al Raphael li preocupa que el Casey Jones no sigui capaç d'enfrontar-se a amenaces greus. Però llavors tornen a trobar l'Slash i descobreixen que té un company nou: el Neutralitzatritó! |    |                                            |                               |                              |                                                                              |                        |                    |
| 44 | 18 | «La ira de l'Urpa de Tigre»                | Michael Chang                 | Christopher Yost             | Adam Lucas, Samuel Montes i Ed Tadem                                         | 8 de juny de 2014      | 21 de maig de 2025 |
| Torna l'Urpa de Tigre al cau de l'Shredder. Està molt enfadat amb les tortugues i els amics que les van ajudar a enviar-lo a una dimensió alienígena, dins la panxa d'un kraathatrogon. Per això se'n vol venjar i fer-los pagar tot el mal que li han fet. Mentrestant, la Karai descobreix finalment que l'Splinter és el seu pare i això li fa prendre una decisió que li canviarà la vida radicalment. |    |                                            |                               |                              |                                                                              |                        |                    |
| 45 | 19 | «El cara de pizza»                         | Sebastian Montes              | Kevin Burke i Chris Wyatt    | Miki Brewster, Ben Li i Sheldon Vella                                        | 18 de maig de 2014     | 22 de maig de 2025 |
| El Mikey descobreix que un mutant nou intenta atacar i capturar la gent fent servir pizzes vivents, però no aconsegueix que els altres se'l creguin. Després que tothom caigui en el parany, el Michelangelo és l'únic que pot fer alguna cosa per salvar la ciutat. |    |                                            |                               |                              |                                                                              |                        |                    |
| 46 | 20 | «La llegenda del Kuro Kabuto»              | Alan Wan                      | Doug Langdale                | Michael Fong, Micah Gunnell i Rie Koga                                       | 15 de juny de 2014     | 22 de maig de 2025 |
| L'Steranko vol el casc Kuro Kabuto per a la seva col·lecció, però és propietat de l'Shredder, que quan no el porta el té guardat en una caixa forta. Només l'Anton Zeck s'atreveix a robar-lo, perquè té una tecnologia molt avançada per esmunyir-se dins del cau del Clan del Peu. Però, per sort o per desgràcia, les tortugues interfereixen en la seva missió i aprofiten el casc per fer un intercanvi. |    |                                            |                               |                              |                                                                              |                        |                    |
| 47 | 21 | «El pla 10»                                | Michael Chang                 | Henry Gilroy                 | Adam Lucas, Samuel Montes i Ed Tadem                                         | 22 de juny de 2014     | 23 de maig de 2025 |
| Mentre tracten d'impedir un pla dels Kraang, el Raphael danya per error una màquina que li intercanvia el cos amb un dels Kraang. Quan se n'adonen, les tortugues han de trobar on s'amaguen els extraterrestres per poder recuperar el seu germà. |    |                                            |                               |                              |                                                                              |                        |                    |
| 48 | 22 | «La venjança és meva»                      | Sebastian Montes              | Peter Di Cicco               | Miki Brewster, Ben Li i Sheldon Vella                                        | 29 de juny de 2014     | 23 de maig de 2025 |
| El Leo decideix anar a rescatar la Karai, tot i les advertències del mestre Splinter. L'operació surt bé i la noia se'n va a viure al cau de les tortugues, però continua tenint moltes ganes de venjança. De seguida, surt a buscar l'Shredder per fer-li pagar tants anys de mentides i enganys. Però, quan el troba, el Clan del Peu li té preparada una trampa molt perillosa que canvia el seu destí. |    |                                            |                               |                              |                                                                              |                        |                    |
| 49 | 23 | «Fantasmes a Chinatown»                    | Alan Wan                      | Randolph Heard               | Michael Fong, Micah Gunnell i Rie Koga                                       | 12 de setembre de 2014 | 26 de maig de 2025 |
| Mentre el Donatello busca la Karai amb l'April i el Casey, veu com els Dracs Púrpura entren a robar en un museu. S'emporten d'allà una antiga daga xinesa, però per error alliberen l'esperit del Ho Chan, un antic encantador que vol raptar l'April per robar-li els poders! |    |                                            |                               |                              |                                                                              |                        |                    |
| 50 | 24 | «Cap a la dimensió X!»                     | Sebastian Montes              | Doug Langdale                | Miki Brewster, Ben Li i Sheldon Vella                                        | 19 de setembre de 2014 | 26 de maig de 2025 |
| El Leatherhead s'ha infiltrat en la dimensió dels Kraang per trobar la manera de destruir-los des de dins. Quan avisa les tortugues, acudeixen al rescat del seu amic, però descobreixen que allà el temps funciona d'una manera diferent. A més, el Mikey, que entra uns moments abans que la resta, resulta ser més intel·ligent en aquesta dimensió i és l'únic capaç de fer funcionar els plans. |    |                                            |                               |                              |                                                                              |                        |                    |
| 51 | 25 | «La invasió»                               | Michael Chang i Alan Wan      | Brandon Auman i John Shirley | Michael Fong, Micah Gunnell, Rie Koga, Adam Lucas, Samuel Montes i Ed Tadem  | 26 de setembre de 2014 | 27 de maig de 2025 |
| 52 | 26 | «La invasió»                               | Michael Chang i Alan Wan      | Brandon Auman i John Shirley | Michael Fong, Micah Gunnell, Rie Koga, Adam Lucas, Samuel Montes i Ed Tadem  | 26 de setembre de 2014 | 27 de maig de 2025 |
| Part 1: Finalment, l'Shredder pren una decisió sobre la seva aliança amb els Kraang i una decisió de l'April accelera les coses. Al cau de les tortugues, el Leonardo no està d'acord amb el pla que hi ha per parar la invasió Kraang i comet un error greu que el separa dels altres. Per això, el Donatello haurà de fer de líder, però no les té totes. Part 2: En mig de la invasió Kraang, el mestre Splinter troba un aliat inesperat. El Leonardo ha de fer front tot sol al Clan del Peu, però no li surt com ell esperava. A mesura que creix el caos, el Donatello, l'April i el Michelangelo han de buscar la resta de l'equip per aturar la invasió i posar en marxa el pla del Donnie per parar l'exèrcit Kraang.                                               |    |                                            |                               |                              |                                                                              |                        |                    |

### Temporada 3 (2014–2015)
| 53 | 1  | «Als boscos»                            | Sebastian Montes                 | Brandon Auman              | Miki Brewster, Ben Li i Sheldon Vella                                      | 3 d'octubre de 2014    | 27 de juny de 2025   |
| Les tortugues, l'April i el Casey s'han refugiat en una casa a la muntanya, fugint de la invasió dels Kraang de Nova York. El Leo va quedar molt malferit en l'última batalla i continua inconscient. Una nit, el Raph surt a buscar llenya i no torna. Sembla que els mutants no han quedat aïllats a la ciutat i ja no es pot estar segur ni tan sols als boscos. |    |                                         |                                  |                            |                                                                            |                        |                      |
| 54 | 2  | «Petit gran Bigfoot»                    | Michael Chang                    | Doug Langdale              | Adam Lucas, Samuel Montes i Ed Tadem                                       | 10 d'octubre de 2014   | 27 de juny de 2025   |
| La vida al bosc no és tan tranquil·la com tots s'esperaven. El Michelangelo i el Donnie surten a entrenar-se a la natura amb el Raphael i troben un monstre llegendari que els ataca. El Bigfoot és gros i ferotge, però no tant com semblava a primera vista. Per això, decideixen adoptar-lo uns quants dies a casa seva, però els problemes no s'acaben aquí, ja que un caçador ronda pels voltants. |    |                                         |                                  |                            |                                                                            |                        |                      |
| 55 | 3  | «Secrets enterrats»                     | Alan Wan                         | Mark Henry                 | Michael Fong, Micah Gunnell i Rie Koga                                     | 17 d'octubre de 2014   | 28 de juny de 2025   |
| Tot netejant la casa de la muntanya, la colla troba una porta al soterrani que els condueix fins a una nau dels Kraang. Quan comencen a investigar, troben que dins hi ha la mare de l'April! Tot i que mare i filla estan contentes de retrobar-se, no tothom creu que les coses siguin tal com semblen. |    |                                         |                                  |                            |                                                                            |                        |                      |
| 56 | 4  | «Rac rac»                               | Michael Chang                    | Kevin Burke i Chris Wyatt  | Adam Lucas, Samuel Montes i Ed Tadem                                       | 7 de novembre de 2014  | 29 de juny de 2025   |
| El Michelangelo ja està cansat que els seus germans l'esbronquin contínuament i decideix tornar a Nova York tot sol. Pel camí coneix una granota molt especial i es fan amics. Al poble de les granotes, però, els governants interpreten la situació d'una manera molt diferent i decideixen prendre mesures. Quan el Mikey s'adona de la confusió, ja és massa tard. |    |                                         |                                  |                            |                                                                            |                        |                      |
| 57 | 5  | «En somnis»                             | Sebastian Montes                 | Doug Langdale              | Miki Brewster, Ben Li i Sheldon Vella                                      | 14 de novembre de 2014 | 29 de juny de 2025   |
| Mentre estan comprant, l'April i el Casey coneixen un home sospitós que els pregunta si estan cansats. Quan tornen a casa, uns éssers que ataquen mentre les tortugues dormen les atrapen dins del seu somni. Tot i això, l'April i el Casey han de trobar la manera de despertar-les per poder salvar-les. |    |                                         |                                  |                            |                                                                            |                        |                      |
| 58 | 6  | «Cursa amb el Diable!»                  | Alan Wan                         | Gavin Hignight             | Michael Fong, Micah Gunnell i Rie Koga                                     | 21 de novembre de 2014 | 1 de juliol de 2025  |
| El Donnie, el Casey i l'April tornen de comprar i un sonat els envesteix amb el cotxe. El Casey s'enfada molt i vol anar a ajustar comptes amb ell, però necessita un cotxe que corri molt més que els que tenen. Ell i el Donnie es posen d'acord per crear-ne un amb tecnologia Kraang. Però resulta que el conductor sonat no serà tan fàcil de guanyar. |    |                                         |                                  |                            |                                                                            |                        |                      |
| 59 | 7  | «Els ulls de Quimera»                   | Michael Chang                    | Greg Weisman               | Adam Lucas, Samuel Montes i Ed Tadem                                       | 11 de gener de 2015    | 2 de juliol de 2025  |
| L'April tracta d'aprendre a fer servir els seus poders quan un error li fa perdre la visió. D'altra banda, el Casey i el Raphael entrenen amb el Leonardo, però sembla que no està del tot recuperat de la lesió. De sobte, apareix un mutant que captura el Casey, el Raph, el Mikey i el Donnie. Si l'April i el Leo volen salvar-los, han de superar les seves limitacions. |    |                                         |                                  |                            |                                                                            |                        |                      |
| 60 | 8  | «La cerca de visió»                     | Sebastian Montes                 | Todd Casey                 | Miki Brewster, Ben Li i Sheldon Vella                                      | 18 de gener de 2015    | 2 de juliol de 2025  |
| El Leonardo s'il·lumina caminant pel bosc. La intuïció li diu que ha d'emportar-se els seus germans a fer un entrenament especial, sols, a la muntanya. Els quatre germans accepten i hi van a meditar, fins que un visitant inesperat els fa viure, cadascun pel seu compte, un ritu de pas per superar les seves febleses i enfrontar-se a la por. |    |                                         |                                  |                            |                                                                            |                        |                      |
| 61 | 9  | «Tornem a Nova York»                    | Alan Wan                         | Brandon Auman              | Michael Fong, Micah Gunnell i Rie Koga                                     | 25 de gener de 2015    | 3 de juliol de 2025  |
| Després d'arreglar la furgoneta, les tortugues decideixen que ha arribat el moment de tornar a la ciutat per buscar l'Splinter. Tot i que comencen el viatge molt felices, quan arriben a Nova York es troben que està infestada de Kraang, i que no tot serà tan fàcil com pensaven. |    |                                         |                                  |                            |                                                                            |                        |                      |
| 62 | 10 | «A la caça de la serp»                  | Michael Chang                    | Randolph Heard             | Adam Lucas, Samuel Montes i Ed Tadem                                       | 1 de febrer de 2015    | 3 de juliol de 2025  |
| La ciutat de Nova York està completament ocupada pels Kraang, que estan disposats a convertir tota la població en mutants. Ningú surt de casa i les provisions cada cop són més escasses. L'Steranko i el Zeck estan desesperats i proven de fer servir la Karai perquè l'Shredder els ajudi a sortir de la ciutat. Però ells no són els únics que la busquen: les tortugues també la volen recuperar. |    |                                         |                                  |                            |                                                                            |                        |                      |
| 63 | 11 | «El porc i el rinoceront»               | Alan Wan                         | Brandon Auman              | Steve Ahn, Michael Fong, Micah Gunnell i Rie Koga                          | 8 de març de 2015      | 4 de juliol de 2025  |
| El Donnie enllesteix una remesa de retromutagen per provar de salvar la Karai. Quan van a buscar la filla del seu mestre, troben que els persegueixen els nous sequaços de l'Shredder: el Bebop i el Rocksteady! |    |                                         |                                  |                            |                                                                            |                        |                      |
| 64 | 12 | «La batalla per Nova York»              | Michael Chang i Sebastian Montes | Brandon Auman i Mark Henry | Miki Brewster, Ben Li, Adam Lucas, Samuel Montes, Ed Tadem i Sheldon Vella | 15 de març de 2015     | 4 de juliol de 2025  |
| 65 | 13 | «La batalla per Nova York»              | Michael Chang i Sebastian Montes | Brandon Auman i Mark Henry | Miki Brewster, Ben Li, Adam Lucas, Samuel Montes, Ed Tadem i Sheldon Vella | 15 de març de 2015     | 7 de juliol de 2025  |
| Part 1: Les tortugues volen aturar la invasió dels Kraang i salvar els habitants de Nova York, però no saben ni per on començar. Per sort, troben l'ajuda d'uns animals mutants coneguts: l'Slash, el Leatherhead, el Doctor Rockwell i el colom Pete. Aquest grup també lluita contra les forces alienígenes i es fa dir els Mutanimals Poderosos. Però sembla que tots dos equips no s'acaben d'entendre. Part 2: Les tortugues i els Mutanimals Poderosos col·laboren per entrar a la dimensió X i així trobar els mutants de Nova York per tornar-los a la normalitat. Quan sembla que ho han aconseguit, tot es complica.                |    |                                         |                                  |                            |                                                                            |                        |                      |
| 66 | 14 | «El Casey Jones contra els baixos fons» | Sebastian Montes                 | Andrew Robinson            | Miki Brewster, Ben Li i Sheldon Vella                                      | 22 de març de 2015     | 7 de juliol de 2025  |
| Mentre les tortugues descansen després de la seva lluita contra els Kraang, el Casey Jones creu que pot enfrontar-se tot sol als criminals dels baixos fons. Mentre els busca per lluitar-hi, topa amb una reunió entre l'Shredder i el líder dels dracs púrpura, però ben aviat s'adona que aquesta missió el supera. |    |                                         |                                  |                            |                                                                            |                        |                      |
| 67 | 15 | «El venjador verinós»                   | Alan Wan                         | Todd Casey                 | Steve Ahn, Micah Gunnell i Rie Koga                                        | 26 d'abril de 2015     | 8 de juliol de 2025  |
| El Rocksteady i el Bebop topen amb un laboratori abandonat dels Kraang per fer-se amb el reactiu X. Les tortugues els troben i, enmig de la lluita, un vial de mutagen impacta en un treballador, que cau a les escombraries. Això acaba creant un nou mutant, que comença a guanyar popularitat com l'Heroi monstruós de Nova York. Però sembla que els homes de l'Shredder tenen altres plans per a ell. |    |                                         |                                  |                            |                                                                            |                        |                      |
| 68 | 16 | «L'enfrontament dels Mutanimals»        | Michael Chang                    | Henry Gilroy               | Adam Lucas, Samuel Montes i Ed Tadem                                       | 3 de maig de 2015      | 8 de juliol de 2025  |
| L'Shredder vol doblegar la voluntat de la seva filla, però primer es vol assegurar que el mètode que ha trobat el Baxter per manipular-li el cervell sigui segur. Per això, el prova en dos membres dels Mutanimals Poderosos. Un cop els ha controlat, els envia al cau de les tortugues. El seu pla es va complint a la perfecció, però les tortugues tenen recursos més enllà de la lògica i de la força. |    |                                         |                                  |                            |                                                                            |                        |                      |
| 69 | 17 | «El Mondo Gecko entra en escena»        | Sebastian Montes                 | Kevin Burke i Chris Wyatt  | Miki Brewster, Ben Li i Sheldon Vella                                      | 10 de maig de 2015     | 9 de juliol de 2025  |
| Amb totes les tortugues ocupades, el Michelangelo s'avorreix molt al cau. Com que el Casey també s'avorreix, surten a fer skate per Nova York. De sobte, topen amb el Mondo Gecko, un noi reptilià molt bromista i bo amb l'skate. Es fan amics molt de pressa, però sembla que no tot és tan bonic com sembla. |    |                                         |                                  |                            |                                                                            |                        |                      |
| 70 | 18 | «El verí mortal»                        | Alan Wan                         | Eugene Son                 | Steve Ahn, George Gipson i Rie Koga                                        | 17 de maig de 2015     | 9 de juliol de 2025  |
| L'Shredder aconsegueix controlar la voluntat de la Karai i l'envia a eliminar les tortugues i els seus aliats. Ara és una noia serp amb un verí molt potent i, de seguida, deixa fora de combat una gran part de l'equip de les tortugues. Però el mestre Splinter coneix una tècnica de curació molt antiga que podria ser un antídot contra els seus enverinaments si el Leonardo aprèn a dominar-la a temps. |    |                                         |                                  |                            |                                                                            |                        |                      |
| 71 | 19 | «Tortugues en el temps»                 | Michael Chang                    | Randolph Heard             | Adam Lucas, Samuel Montes i Ed Tadem                                       | 2 d'agost de 2015      | 10 de juliol de 2025 |
| Mentre les tortugues descansen al sostre d'un edifici, són arrossegades a través del temps per la Renet, una aprenenta de la Senyora del Temps. Mentre proven d'entendre què els demana la viatgera del temps, apareix el Savanti Romero, un Senyor del Temps malvat. Si volen salvar el temps, han de col·laborar amb la Renet per vèncer en Savanti. |    |                                         |                                  |                            |                                                                            |                        |                      |
| 72 | 20 | «El conte dels yokais»                  | Sebastian Montes                 | Brandon Auman              | Miki Brewster, Ben Li i Sheldon Vella                                      | 9 d'agost de 2015      | 10 de juliol de 2025 |
| La Renet aconsegueix fer viatjar les tortugues a través de l'espai i el temps fins a arribar al Japó de setze anys enrere, en el moment en què es va destruir el dojo de la família del mestre Splinter. Just en aquell moment hi va haver la gran tragèdia que va fer que ell i el seu germà deixessin de parlar-se per sempre. Aquest viatge els fa entendre moltes més coses del seu passat. |    |                                         |                                  |                            |                                                                            |                        |                      |
| 73 | 21 | «L'atac del Mega-Shredder!»             | Alan Wan                         | Gavin Hignight             | Steve Ahn, George Gipson i Rie Koga                                        | 16 d'agost de 2015     | 11 de juliol de 2025 |
| L'Shredder, que torna a tenir captiva la Karai, continua experimentant amb ella per controlar-la. Per poder salvar-la, el Leo i el Mikey decideixen infiltrar-se a l'amagatall de l'Shredder per aconseguir un cuc del Baxter. Tot sembla anar bé, però cauen en un parany del Bebop i el Rocksteady. Quan comencen a llençar moltes coses al mutagen, tot se surt de control. |    |                                         |                                  |                            |                                                                            |                        |                      |
| 74 | 22 | «La fatalitat monstruosa»               | Michael Chang                    | Peter Di Cicco             | Adam Lucas, Samuel Montes i Ed Tadem                                       | 23 d'agost de 2015     | 11 de juliol de 2025 |
| El Donnie treballa intensament en un antídot contra el cuc cerebral de la Karai. El Mikey entra al laboratori i, jugant, li fa caure una gota d'aquesta preparació a sobre. Això fa que, a poc a poc, el Donnie deixi de ser ell mateix. Mentrestant, els seus germans, l'April i l'Splinter han de lluitar contra un antic enemic. Si no actuen de pressa, tota la ciutat tornarà a estar en perill. |    |                                         |                                  |                            |                                                                            |                        |                      |
| 75 | 23 | «La trampa quadruplicada»               | Sebastian Montes                 | Mark Henry                 | Miki Brewster, Ben Li i Sheldon Vella                                      | 13 de setembre de 2015 | 14 de juliol de 2025 |
| El Donnie continua investigant una manera de revertir els efectes del cuc, però sembla que no aconsegueix avançar. Mentre els germans discuteixen, el Donnie rep una trucada de l'April, que li demana que es trobin. Quan arriba al lloc, s'hi troba una sorpresa inesperada. Temps després, el Mikey rep una trucada sospitosa del Donnie. Sembla que un vell enemic fa servir les trucades per separar-los i capturar-los. |    |                                         |                                  |                            |                                                                            |                        |                      |
| 76 | 24 | «Un dinosaure a les clavegueres»        | Michael Chang                    | Todd Casey                 | Adam Lucas, Samuel Montes i Ed Tadem                                       | 20 de setembre de 2015 | 14 de juliol de 2025 |
| Corren rumors sobre un home dinosaure que viu a les clavegueres de Nova York. El doctor Rockwell i l'Slash el van a buscar i, quan el troben, queden malparats. El Raph el segueix per passar-hi comptes, però aleshores descobreix que el dinosaure també és un enemic dels Kraang i que està convençut que encara són a la Terra. El problema és que, per erradicar-los, té previst destruir el planeta. |    |                                         |                                  |                            |                                                                            |                        |                      |
| 77 | 25 | «L'aniquilació de la Terra!»            | Sebastian Montes i Alan Wan      | Brandon Auman              | Steve Ahn, Miki Brewster, George Gipson, Rie Koga, Ben Li i Sheldon Vella  | 27 de setembre de 2015 | 15 de juliol de 2025 |
| 78 | 26 | «L'aniquilació de la Terra!»            | Sebastian Montes i Alan Wan      | Brandon Auman              | Steve Ahn, Miki Brewster, George Gipson, Rie Koga, Ben Li i Sheldon Vella  | 27 de setembre de 2015 | 15 de juliol de 2025 |
| Part 1: Les tortugues veuen un Kraang mentre condueixen i decideixen perseguir-lo. Quan arriben a la seva destinació, troben un missatge d'un home misteriós que s'identifica com l'Alfil i els revela que no s'han de preocupar pel retorn dels Kraang, sinó que s'acosta a la Terra una amenaça encara més gran! Part 2: Els triceratons arriben a la Terra amb la intenció de destruir-la. Mentre miren de defensar-la amb l'ajuda dels Mutanimals Poderosos, els triceratons acaben emportant-se el Michelangelo. Quan les altres tortugues surten a rescatar-lo, l'Splinter es proposa formar una aliança perillosa amb el Clan del Peu. |    |                                         |                                  |                            |                                                                            |                        |                      |

### Temporada 4 (2015–2017)
| Núm. total | Núm. de la temporada | Títol                                   | Direcció                  | Guió                      | Guió il·lustrat                                                  | Data d'emissió original | Data d'emissió a SX3 |
| --- | -------------------- | --------------------------------------- | ------------------------- | ------------------------- | ---------------------------------------------------------------- | ----------------------- | -------------------- |
| 79 | 1                    | «Més enllà de l'univers conegut»        | Alan Wan                  | Brandon Auman             | Rie Koga, Ben Li i Sheldon Vella                                 | 25 d'octubre de 2015    | 16 de juliol de 2025 |
| Les quatre tortugues ninja, l'April i el Casey s'han salvat a últim minut de morir juntament amb tots els habitants de la Terra. El seu salvador és un robot estrany, anomenat Fugitoide, que els ha pescat just abans que la Terra fos engolida per un forat negre. El robot té una nau i poden viatjar enrere en el temps, però la qüestió és trobar la manera d'evitar la fi del món.                                             |                      |                                         |                           |                           |                                                                  |                         |                      |
| 80 | 2                    | «Les llunes de Thalos 3»                | Michael Chang             | John Shirley              | JJ Conway, Adam Lucas i Ed Tadem                                 | 1 de novembre de 2015   | 16 de juliol de 2025 |
| Fugint dels triceratons, la nau del Fugitoide xoca sense voler amb una nau dels salamandrians i totes dues cauen al mateix planeta. Thalos 3 sembla un lloc hostil i deshabitat, però l'equip del Donatello hi detecta un metall que els podria ajudar a arreglar la nau i continuar el seu viatge. El problema és aconseguir trobar-lo abans que els alienígenes. Tot i que, en realitat, potser seria millor col·laborar amb ells. |                      |                                         |                           |                           |                                                                  |                         |                      |
| 81 | 3                    | «L'estrany món del Wyrm»                | Sebastian Montes          | Randolph Heard            | Miki Brewster, George Gipson i Samuel Montes                     | 8 de novembre de 2015   | 17 de juliol de 2025 |
| Quan el Casey descobreix un hipercub, allibera un ésser de la cinquena dimensió: el Wyrm, que és capaç de concedir-los tres desitjos. Per error, en Casey i en Donnie li demanen els primers dos desitjos, i sembla que en Wyrm té moltes ganes que li demanin l'últim. Què pot estar planejant? |                      |                                         |                           |                           |                                                                  |                         |                      |
| 82 | 4                    | «L'Armaggon, el mercenari»              | Alan Wan                  | Gavin Hignight            | Rie Koga, Ben Li i Sheldon Vella                                 | 15 de novembre de 2015  | 17 de juliol de 2025 |
| El Lord Dregg decideix contractar un mercenari per encarregar-li que mati les tortugues i els seus amics. Es tracta d'un tauró criminal molt buscat per les autoritats de desenes d'estels. Un ésser implacable i astut. Les tortugues de seguida veuen que no hi podran lluitar i decideixen amagar-se'n en una base espacial abandonada. Però dins del que esperaven que fos un refugi, encara hi troben més perills.              |                      |                                         |                           |                           |                                                                  |                         |                      |
| 83 | 5                    | «L'enigma dels antics eons»             | Michael Chang             | Brandon Auman             | JJ Conway, Adam Lucas i Ed Tadem                                 | 10 de gener de 2016     | 18 de juliol de 2025 |
| Per evitar que els triceratons es facin amb la primera peça del generador de forats negres, les tortugues es dirigeixen al planeta Xaava-Dal, però sembla que a l'April alguna cosa li fa mala espina. Quan arriben, sembla que els antics eons han abandonat el planeta i que ara tot és maldat pura. Seran capaços de trobar la peça abans que els triceratons? O el planeta els tornarà bojos?                                    |                      |                                         |                           |                           |                                                                  |                         |                      |
| 84 | 6                    | «Viatge al centre de la ment del Mikey» | Sebastian Montes          | Todd Casey                | Miki Brewster, George Gipson i Samuel Montes                     | 17 de gener de 2016     | 18 de juliol de 2025 |
| Les tortugues i el Fugitoide volen comprar de sotamà un plànol de la nau dels triceratons. Per aconseguir-lo han d'anar a una cantina plena de fugitius i delinqüents espacials. Allà, l'alienígena amb qui volien fer el tracte els prova d'enganyar i se'n tornen a la nau amb les mans buides. Al cap de poc, unes criatures diminutes els seguiran per ficar-se a la ment del Mikey i robar-li alguns secrets.                   |                      |                                         |                           |                           |                                                                  |                         |                      |
| 85 | 7                    | «El circ de les matances»               | Alan Wan                  | Peter Di Cicco            | Rie Koga, Ben Li, Sarah Partington i Sheldon Vella               | 24 de gener de 2016     | 21 de juliol de 2025 |
| Viatjant per l'espai, les tortugues topen amb la nau dels triceratons i decideixen infiltrar-s'hi, amb la mala sort que els descobreixen. Els triceratons els atrapen i els envien al circ dels triceratons, un coliseu on han de lluitar per les seves vides. A la nau del Fugitoide, el robot, l'April i el Casey intenten fer un pla per salvar les tortugues. Podran rescatar-les?                                               |                      |                                         |                           |                           |                                                                  |                         |                      |
| 86 | 8                    | «La guerra de la dimensió X»            | Michael Chang             | Kevin Burke i Chris Wyatt | JJ Conway, Adam Lucas i Ed Tadem                                 | 31 de gener de 2016     | 21 de juliol de 2025 |
| El Fugitoide està convençut que els utroms voldran col·laborar amb ells i dir-los on han amagat els fragments que els falten per muntar el generador de forats negres. Per tal de parlar-hi, tornen a entrar a la Dimensió X a buscar la base secreta utrom, però els Kraang els segueixen amb la intenció de destruir-los a tots. Per sort, el Mikey i el Raphael trobaran uns aliats inesperats per capgirar la situació.          |                      |                                         |                           |                           |                                                                  |                         |                      |
| 87 | 9                    | «L'oceà còsmic»                         | Sebastian Montes          | Mark Henry                | Miki Brewster, George Gipson i Samuel Montes                     | 13 de març de 2016      | 22 de juliol de 2025 |
| Les tortugues arriben a l'oceà còsmic de Varuna, una nebulosa líquida interestel·lar que amaga el segon fragment del generador de forats negres. Quan hi arriben, topen amb uns éssers amfibis que els acaben portant a conèixer la Hiidrala, la seva líder. Si les tortugues volen convèncer la reina perquè els hi doni la segona peça del generador, han de superar una prova i fer front a un antic enemic.                      |                      |                                         |                           |                           |                                                                  |                         |                      |
| 88 | 10                   | «Les tortugues transdimensionals»       | Alan Wan                  | Brandon Auman             | Rie Koga, Ben Li i Sheldon Vella                                 | 27 de març de 2016      | 22 de juliol de 2025 |
| L'antic Krang ha posat unes bombes en tres dimensions diferents per tal d'esborrar les tortugues ninja de tota la història. Però les tortugues de la sèrie del 1987 troben la manera de fer anar els seus quatre germans dels episodis actuals fins al seu món perquè les ajudin. Un cop superat el primer xoc, totes les versions del Leonardo, el Raphael, el Donatello i el Michelangelo hauran de treballar en equip.            |                      |                                         |                           |                           |                                                                  |                         |                      |
| 89 | 11                   | «La venjança dels triceratons»          | Michael Chang i Ben Jones | Randolph Heard            | JJ Conway, Adam Lucas i Ed Tadem                                 | 3 d'abril de 2016       | 23 de juliol de 2025 |
| Mentre viatgen per trobar l'última part del generador de forats negres, el Donnie s'adona que el seu intel·lecte està tres mil anys endarrerit respecte al del Fugitoide, i això el fa sentir inferior. De sobte, els triceratons descobreixen la posició de les tortugues i les rodegen. Quan els ataquen amb una arma biològica, l'intel·lecte del Donnie pot ser la clau per salvar les tortugues de l'atac.                      |                      |                                         |                           |                           |                                                                  |                         |                      |
| 90 | 12                   | «La maldat del Dregg»                   | Sebastian Montes          | Gavin Hignight            | Miki Brewster, George Gipson i Samuel Montes                     | 10 d'abril de 2016      | 23 de juliol de 2025 |
| La salamandriana Monna Lisa envia una petició de socors a les tortugues. El Lord Dregg ha capturat el Comandant Sal i necessita que l'ajudin a rescatar-lo. Però el planeta on el tenen és dins del sistema sectoide, que és un dels llocs més perillosos del cosmos. Saben que entrar-hi és un gran risc, tant per a ells com per a la seva missió. Tot i això, els ninges sempre fan costat als seus amics.                        |                      |                                         |                           |                           |                                                                  |                         |                      |
| 91 | 13                   | «El foc que no s'apaga mai»             | Alan Wan                  | John Shirley              | Rie Koga, Ben Li, Sarah Partington i Sheldon Vella               | 17 d'abril de 2016      | 24 de juliol de 2025 |
| Magdomar, el planeta del foc que no s'acaba mai, és la llar de la Tokka, un dels sis grans monstres que hi ha a l'univers i el guardià de l'última peça del generador de forats negres. Quan les tortugues arriben allà, reben l'atac del Lord Dregg i han d'aterrar per desbloquejar la peça i poder emportar-se-la, però tot es complica i la Tokka ha d'intervenir-hi.                                                            |                      |                                         |                           |                           |                                                                  |                         |                      |
| 92 | 14                   | «L'últim desafiament de la Terra»       | Michael Chang i Ben Jones | Brandon Auman             | JJ Conway, Adam Lucas i Ed Tadem                                 | 24 d'abril de 2016      | 24 de juliol de 2025 |
| Quan les tortugues ninja i els seus amics estan a punt d'arribar finalment a la Terra, el Fugitoide els confessa un secret terrible sobre el seu passat. El Leonardo s'ho pren molt malament i decideix reprendre ell sol el control de la missió. Però els queda poc temps i només tenen una oportunitat, no es poden equivocar. El final de la Terra està més a prop que mai.                                                      |                      |                                         |                           |                           |                                                                  |                         |                      |
| 93 | 15                   | «La ciutat en guerra»                   | Sebastian Montes          | Brandon Auman             | Miki Brewster, George Gipson i Samuel Montes                     | 14 d'agost de 2016      | 25 de juliol de 2025 |
| Torna la normalitat a la ciutat i finalment l'April passa a formar part del Clan Hamato i es converteix en kunoichi. Mentre vigilen la ciutat, apareix un nou enemic poderós, que sembla que està sota les ordres d'una vella coneguda de les tortugues. Quan apareixen els antics membres del Clan del Peu, les tortugues han de sortir en una missió de rescat molt arriscada.                                                     |                      |                                         |                           |                           |                                                                  |                         |                      |
| 94 | 16                   | «Peu trencat»                           | Alan Wan                  | Peter Di Cicco            | Rie Koga, Ben Li i Sheldon Vella                                 | 21 d'agost de 2016      | 25 de juliol de 2025 |
| La Karai està obsessionada a fer mal a l'Shredder i a desmuntar-li tota l'organització. El Leonardo la vol ajudar, però sap que actua contra la voluntat de l'Splinter i que, probablement, no és una conducta gaire encertada. Així i tot, ell, la Shinigami i els nous soldats del Peu segueixen les ordres de la Karai. |                      |                                         |                           |                           |                                                                  |                         |                      |
| 95 | 17                   | «L'atac dels insectes»                  | Michael Chang i Ben Jones | Kevin Burke i Chris Wyatt | JJ Conway, Adam Lucas i Sarah Partington                         | 28 d'agost de 2016      | 28 de juliol de 2025 |
| Mentre prova de curar-li les ferides a l'Shredder, l'Stockman descobreix una nova manera de fer uns insectes mutants que li serveixin per complir els seus plans. Els utilitza per robar bancs i per atacar la Karai. Mentre lluiten, segresten l'April, la Karai, el Casey i el Leonardo, i fan que el Raph es vegi obligat a superar la fòbia que té als insectes i a liderar l'equip per rescatar-los.                            |                      |                                         |                           |                           |                                                                  |                         |                      |
| 96 | 18                   | «La màfia mutant»                       | Sebastian Montes          | Todd Casey                | Miki Brewster, George Gipson i Samuel Montes                     | 4 de setembre de 2016   | 28 de juliol de 2025 |
| Ara que l'Shredder ha passat a segon pla, hi ha membres de la màfia que volen agafar el control de Nova York. Tanmateix, saben que per cometre els seus crims tranquil·lament, primer han d'eliminar els germans ninja i la resta de mutants, i s'inventen una arma. Per sort, els mutanimals se n'adonen a temps i avisen les tortugues.                                                                                            |                      |                                         |                           |                           |                                                                  |                         |                      |
| 97 | 19                   | «Un ratpenat al campanar»               | Alan Wan                  | Eugene Son                | Ben Jones, Jae Hong Kim, Rie Koga, Sheldon Vella i Alan Wan      | 11 de setembre de 2016  | 29 de juliol de 2025 |
| Analitzant el penjoll de l'April, el cristall deixa sortir una energia que s'acaba ficant en un dels còmics del Michelangelo i fa que un monstre surti de les pàgines. El Mikey, que està convençut que el penjoll ha fet sortir els personatges de les historietes, l'agafa d'amagat per provar-ho al seu còmic. D'altra banda, sembla que l'April té alguna mena d'addicció al cristall.                                           |                      |                                         |                           |                           |                                                                  |                         |                      |
| 98 | 20                   | «El súper-Shredder»                     | Rie Koga                  | Brandon Auman             | JJ Conway, Adam Lucas, Sarah Partington i LeSean Thomas          | 6 de novembre de 2016   | 29 de juliol de 2025 |
| Ressorgeix de l'ombra un enemic temible, que ha decidit multiplicar el seu poder amb el mutagen. La transformació en mutant li ha proporcionat més alçada i més musculatura, per tot el cos li han sortit fulles d'acer esmolades de totes les mides i formes. L'Shredder s'ha convertit en un monstre encegat per la set de venjança contra l'Splinter i les tortugues fins a les últimes conseqüències.                            |                      |                                         |                           |                           |                                                                  |                         |                      |
| 99 | 21                   | «El tràngol més fosc»                   | Sebastian Montes          | Randolph Heard            | Miki Brewster, George Gipson i Samuel Montes                     | 13 de novembre de 2016  | 30 de juliol de 2025 |
| Afectats per la desaparició de l'Splinter en la seva lluita contra l'Shredder, les tortugues, l'April i la Karai han de fer front al Clan del Peu per fugir. Un cop al seu cau i amb la tornada del Casey, l'equip es divideix en dos grups per lluitar contra els seus enemics i anar a l'abisme a trobar el mestre. Per la seva banda, l'Splinter, que està malferit, rep la visita d'un vell conegut.                             |                      |                                         |                           |                           |                                                                  |                         |                      |
| 100 | 22                   | «El poder que ella té a dins»           | Alan Wan                  | Peter Di Cicco            | Jae Hong Kim, Ben Li, Sheldon Vella i Alan Wan                   | 20 de novembre de 2016  | 30 de juliol de 2025 |
| Des que els eons li van regalar el cristall, l'April ha adquirit un poder psíquic immens. El Donatello té por que això la pugui perjudicar, perquè ja han començat a notar que fa coses una mica estranyes. Al laboratori, mira de fer-li algunes proves, però l'April esclata i es gira contra tots els seus amics. Un poder nou es manifesta a través del seu cos i ella ja no el pot controlar.                                   |                      |                                         |                           |                           |                                                                  |                         |                      |
| 101 | 23                   | «La Tokka contra el món»                | Rie Koga                  | Gavin Hignight            | JJ Conway, Adam Lucas i Sarah Partington                         | 5 de febrer de 2017     | 31 de juliol de 2025 |
| L'amistat del Raph i el Pessics és cada cop més forta i ja el considera de la família. Però a les notícies avisen que una tortuga extraterrestre gegant es dirigeix a la Terra a tota velocitat. És la Tokka, que ve amb l'objectiu de recuperar el seu fill. L'Splinter creu que encara que li entreguin el Pessics sense hostilitats el monstre no es quedarà sense fer res.                                                       |                      |                                         |                           |                           |                                                                  |                         |                      |
| 102 | 24                   | «La història de l'Urpa de Tigre»        | Sebastian Montes          | Mark Henry                | Miki Brewster, Ben Jones, George Gipson i Samuel Montes          | 12 de febrer de 2017    | 31 de juliol de 2025 |
| L'Urpa de Tigre es retroba amb una vella coneguda molt perillosa, responsable d'haver-li tallat la cua en el passat. Ella ha robat d'un museu unes armes antigues molt especials, dues falçs idèntiques que, segons la tradició ninja, estan maleïdes. Quan a algú el fereixen amb la fulla d'aquestes armes, ja se'l pot donar pràcticament per mort, perquè tota la vida el perseguirà una mala sort letal.                        |                      |                                         |                           |                           |                                                                  |                         |                      |
| 103 | 25                   | «Rèquiem»                               | Alan Wan                  | Brandon Auman             | Jae Hong Kim, Ben Li, Sheldon Vella, Sarah Partington i Alan Wan | 19 de febrer de 2017    | 1 d'agost de 2025    |
| Una nova fórmula del mutagen que ha descobert l'Stockman ha fet que la mutació de l'Shredder sigui estable, cosa que el fa més mortífer que mai. Els seus sequaços descobreixen que la Karai s'amaga a la base dels Mutanimals Poderosos, i l'Shredder va directe a buscar-la. Quan arriben les tortugues, l'Splinter decideix separar l'equip en dos i perseguir els seus enemics per aturar-los.                                   |                      |                                         |                           |                           |                                                                  |                         |                      |
| 104 | 26                   | «Owari»                                 | Rie Koga                  | Brandon Auman             | JJ Conway, Adam Lucas i Sarah Partington                         | 26 de febrer de 2017    | 1 d'agost de 2025    |
| Les tortugues enterren el seu mestre. El Leonardo està molt trist i desmoralitzat, però rep el missatge de tirar endavant la seva missió i acabar la guerra amb l'Shredder. Tot l'equip es prepara per a la batalla. Mentrestant, la Karai encara és a l'hospital i no pot anar amb ells. Tanmateix, el Clan del Peu en pes s'ha congregat per evitar que arribin fins on hi ha el seu mestre en una batalla a vida o mort.          |                      |                                         |                           |                           |                                                                  |                         |                      |

### Temporada 5: Tales of The Teenage Mutant Ninja Turtles (2017)
| 105                        | 1  | «Scroll of the Demodragon»    | Sebastian Montes            | Randolph Heard                        | Miki Brewster, George Gipson i Samuel Montes                                                     | 19 de març de 2017     | Sense anunciar |
| 106                        | 2  | «The Forgotten Swordsman»     | Alan Wan                    | Peter Di Cicco                        | Ben Jones, Sheldon Vella i Alan Wan                                                              | 26 de març de 2017     | Sense anunciar |
| 107                        | 3  | «Heart of Evil»               | Rie Koga                    | Gavin Hignight                        | JJ Conway, Adam Lucas i Sarah Partington                                                         | 2 d'abril de 2017      | Sense anunciar |
| 108                        | 4  | «End Times»                   | Sebastian Montes            | Brandon Auman                         | Miki Brewster, George Gipson i Samuel Montes                                                     | 9 d'abril de 2017      | Sense anunciar |
| 109                        | 5  | «Lone Rat and Cubs»           | Alan Wan                    | Kevin Eastman                         | Ben Jones, Christine Liu, Sheldon Vella, Alan Wan i Jessica Zammit                               | 13 d'agost de 2017     | Sense anunciar |
| 110                        | 6  | «The Curse of Savanti Romero» | Rie Koga                    | Peter Di Cicco                        | JJ Conway, Adam Lucas i Sarah Partington                                                         | 27 de setembre de 2017 | Sense anunciar |
| 111                        | 7  | «The Crypt of Dracula»        | Sebastian Montes            | John Shirley                          | Miki Brewster, George Gipson i Samuel Montes                                                     | 27 de setembre de 2017 | Sense anunciar |
| 112                        | 8  | «The Frankenstein Experiment» | Alan Wan                    | Brandon Auman                         | Ben Jones, Sheldon Vella i Alan Wan                                                              | 4 d'octubre de 2017    | Sense anunciar |
| 113                        | 9  | «Monsters Among Us»           | Rie Koga                    | Kevin Burke i Chris Wyatt             | JJ Conway, Adam Lucas i Sarah Partington                                                         | 11 d'octubre de 2017   | Sense anunciar |
| 114                        | 10 | «When Worlds Collide»         | Sebastian Montes i Alan Wan | Todd Casey i Elliott Casey Eugene Son | Miki Brewster, Ben Jones, Christine Liu, Samuel Montes, Sheldon Vella, Alan Wan i Jessica Zammit | 18 de juny de 2017     | Sense anunciar |
| 115                        | 11 | «When Worlds Collide»         | Sebastian Montes i Alan Wan | Todd Casey i Elliott Casey Eugene Son | Miki Brewster, Ben Jones, Christine Liu, Samuel Montes, Sheldon Vella, Alan Wan i Jessica Zammit | 18 de juny de 2017     | Sense anunciar |
| 116                        | 12 | «Wanted: Bebop & Rocksteady»  | Rie Koga                    | Peter Di Cicco                        | n/d                                                                                              | 12 de novembre de 2017 | Sense anunciar |
| 117                        | 13 | «The Foot Walks Again!»       | Sebastian Montes            | Mark Henry                            | n/d                                                                                              | 12 de novembre de 2017 | Sense anunciar |
| 118                        | 14 | «The Big Blowout»             | Alan Wan                    | Jed MacKay                            | n/d                                                                                              | 12 de novembre de 2017 | Sense anunciar |
| 119                        | 15 | «Yojimbo»                     | Rie Koga                    | Stan Sakai                            | JJ Conway, Adam Lucas i Sarah Partington                                                         | 23 de juliol de 2017   | Sense anunciar |
| 120                        | 16 | «Osoroshi no Tabi»            | Sebastian Montes            | Brandon Auman                         | Miki Brewster, Christopher Luc, Samuel Montes i Aeri Yoon                                        | 30 de juliol de 2017   | Sense anunciar |
| 121                        | 17 | «Kagayake! Kintaro»           | Alan Wan                    | Henry Gilroy                          | Ben Jones, Christine Liu, Sheldon Vella, Alan Wan i Jessica Zammit                               | 6 d'agost de 2017      | Sense anunciar |
| Raphael: Mutant Apocalypse |    |                               |                             |                                       |                                                                                                  |                        |                |
| 122                        | 18 | «The Wasteland Warrior»       | Rie Koga                    | Brandon Auman                         | Miki Brewster i JJ Conway                                                                        | 22 de setembre de 2017 | Sense anunciar |
| 123                        | 19 | «The Impossible Desert»       | Sebastian Montes            | Peter Di Cicco                        | Ben Jones, Christine Liu i Christopher Luc                                                       | 22 de setembre de 2017 | Sense anunciar |
| 124                        | 20 | «Carmageddon!»                | Alan Wan                    | Gavin Hignight                        | Adam Lucas i Samuel Montes                                                                       | 22 de setembre de 2017 | Sense anunciar |

## Half-Shell Heroes: Blast to the Past
| Títol | Direcció      | Guió          | Guió il·lustrat | Data d'emissió original |
| --- | ------------- | ------------- | --- | ----------------------- |
| «Half-Shell Heroes: Blast to the Past»                                                                                   | Glen Murakami | Brandon Auman | Miki Brewster, JJ Conway, Ben Jones, Ben Li, Samira Ongchua, Sarah Partington, Byron Penaranda, Sheldon Vella, Aeri Yoon i Jessica Zammit | 22 de novembre de 2015  |
| Les tortugues intenten atrapar en Bebop, en Rocksteady i l'Urpa de Tigre, però durant el procés acaben a la prehistòria! |               |               | |                         |

## Curtmetratges
| Títol | Direcció                     | Guió                         | Data d'emissió original                                      |
| --- | ---------------------------- | ---------------------------- | ------------------------------------------------------------ |
| «TMNT Don vs. Raph» | Sung Jin Ahn                 | Jhonen Vasquez               | 22 de juliol de 2016                                         |
| En Don (Donnie) i en Raph comencen a lluitar o a "participar en un Mortal Kombat", com diu en Leo, però quan les dues tortugues s'adonen que ja no poden lluitar més, comencen una competició de desafiaments.Repartiment : Adam DeVine com a Raphael, Anders Holm com a Leonardo, Blake Anderson com a Michelangelo, Eric Bauza com a Donatello, Matt Yang King com a Splinter i Shredder                                        |                              |                              |                                                              |
| «Turtles Take Time (and Space)» | Rie Koga                     | Brandon Auman                | 22 de juliol de 2016                                         |
| L'April troba un ceptre al petit Tòquio, però descobreixen que el ceptre és màgic i porta les tortugues a diferents universos.Repartiment : Darren Criss com a Raphael, Scott Menville com a Donatello i Pirata 1, Eric Bauza com a Leonardo i Pirata, Townsend Coleman com el Michelangelo del 1980 i el Capità Pirata, Greg Cipes com a Michelangelo, Jessica McKenna com a April i la Pirata April, Brian Bloom com a Shredder |                              |                              |                                                              |
| «Teenage Mutant Ninja Turtles in Pizza Friday!» | Paul Jenkins                 | Kevin Eastman i Paul Jenkins | 22 de juliol de 2016                                         |
| A l'escola on va l'April, les tortugues es disfressen d'adolescents normals, però hi ha un problema més greu: han d'evitar distraccions per arribar a la cafeteria.Repartiment : A.J. LoCascio com a Donatello, Sam Riegel com a Raphael, Yuri Lowenthal com a Leonardo, Zach Callison com a Michelangelo, Courtney Eastman com a April i Noies, Jason Canning com a Krang i l'Estudiant estrany.                                 |                              |                              |                                                              |
| «Teenage Mecha Ninja Turtles» | Matt Youngberg               | Matt Youngberg               | 4 de juny de 2017                                            |
| Repartiment : Greg Cipes com a Michelangelo, America Young com a Frida, Eric Artel com a Jackson, Khary Payton com a Basque, Tania Gunadi com a Kusama, Eric Bauza com a Jester Joe i Grimm, David Kaye com a Jester Jim i el sergent Swat. |                              |                              |                                                              |
| «TMNT Team Up! #1 'No Fly Zone'» | Gary Doodles i Tommy Sica    | Gary Doodles i Tommy Sica    | 11 de juny de 2017                                           |
| Repartiment : Tommy Sica, Gary Doodles, Cassandra Sica. |                              |                              |                                                              |
| «'Boulangerie'» | Sense determinar             | Sense determinar             | 18 de juny de 2017                                           |
| «TMNT Team Up! #2 'Flora the Fedora'» | Gary Doodles i Tommy Sica    | Gary Doodles i Tommy Sica    | 25 de juny de 2017                                           |
| Repartiment : Tommy Sica, Gary Doodles, Cassandra Sica. |                              |                              |                                                              |
| «We Strike Hard and Fade Away into the Night» | Kevin R. Adams i Joe Ksander | Kevin R. Adams i Joe Ksander | 18 de juny de 2017 (Nicktoons) 9 de juliol de 2017 (YouTube) |
| Repartiment : David Theune com a Raphael, Ryan Meharry com a Leonardo, Jacob Reed com a Michelangelo, Adam McCabe com a Donatello, Lauren Lapkus com a April, Betsy Sodaro com a Krang. |                              |                              |                                                              |
| «TMNT Team Up! Comic-Con Exclusive» | Gary Doodles i Tommy Sica    | Gary Doodles i Tommy Sica    | 18 de juliol de 2017                                         |
| Repartiment : Tommy Sica, Gary Doodles, Cassandra Sica, Kevin Eastman. |                              |                              |                                                              |
| «TMNT Team Up! #3 'Turtle: Impossible'» | Gary Doodles i Tommy Sica    | Gary Doodles i Tommy Sica    | 30 de juliol de 2017                                         |
| Repartiment : Tommy Sica, Gary Doodles, Cassandra Sica. |                              |                              |                                                              |
| «TMNT Team Up! #4 'Big Daddy’s TV'» | Gary Doodles i Tommy Sica    | Gary Doodles i Tommy Sica    | 13 d'agost de 2017                                           |
| Repartiment : Tommy Sica, Gary Doodles, Cassandra Sica. |                              |                              |                                                              |
| «TMNT Team Up! #5 'Krang on Idol'» | Gary Doodles i Tommy Sica    | Gary Doodles i Tommy Sica    | 4 de gener de 2018                                           |
| Repartiment : Tommy Sica, Gary Doodles, Cassandra Sica. |                              |                              |                                                              |